# Кувейтський фінансовий дім
Кувейтський фінансовий дім (араб. بيت التمويل الكويتي, англ. Kuwait Finance House – KFH) — банк у Кувейті, що здійснює свою діяльність на основі ісламського банкінгу, другий за величиною банк Кувейту. Банк створений на підставі спеціального закону в 1977 році і став першим ісламським банком в Кувейті. У 2004 р KFH першим був внесений до Реєстру ісламських банків Центрального банку Кувейту. Станом на 2006 рік банк мав роздрібну мережу з 33 відділень. Є диверсифікованою банківською установою, що обслуговує всі сектори підприємницької діяльності та всі верстви населення.
У 2004 р. KFH вперше в історії розмістив випуск сукук на європейському ринку капіталів (для уряду землі Саксонія-Ангальт). Світова фінансова криза стала причиною падіння прибутку: в 2009 році чистий прибуток KFH знизилася на 24 відсотки, в 2010 році склав 106 млн кувейтських динарів (378,6 млн. $), що в порівнянні з 118,7 млн динарів (424 млн $) роком раніше є падінням на 10,7 відсотків. У той же час в 2010 році KFH збільшив на 11 відсотків свої активи: до 44,8 млрд $ В порівнянні з 40,3 млрд $ у 2009 році. У 2010 році загальна вартість активів, які перебувають у довірчому управлінні Кувейтського фінансового дому склала 1,5 млрд $, з інвестиціями, головним чином, в найбільших містах США, Малайзії, в Шеньчжені (Китай) і на Близькому Сході.

## Рейтинги
- Найдорожчий банківський бренд на Близькому Сході за версією The Banker
- Кращий ісламський банк на Близькому Сході за версією Euromoney